# It Doesn't Matter Two
It Doesn't Matter Two es una canción del grupo inglés de música electrónica Depeche Mode compuesta por Martin Gore, publicada en el álbum Black Celebration de 1986.

## Descripción
Es un tema cantado por Martin Gore basado en un efecto electrónico simple de forma acompasada, el cual después del estribillo se torna más lento hasta que concluye el tema.
Para la gira Exciter Tour se llevaba a cabo con una proyección de fondo que indistintamente se empleó para los temas "Sister of Night" y "Surrender".
Cabe destacar que el título se debe a que en el anterior álbum, Some Great Reward de 1984, aparece un tema titulado "It Doesn't Matter", pero éste no es continuación ni revisión de aquel, por ello la distinción en el nombre agregándole a éste el Two, es decir, Dos.

## En directo
La canción estuvo presente durante el correspondiente Black Celebration Tour en la forma como aparece en el álbum. Posteriormente fue retomada durante la gira Exciter Tour en la cual se llevó a cabo en forma acústica con sólo musicalización de Peter Gordeno en su teclado en modo piano. En la gira Touring the Angel se interpretó de una manera acústica, pero usando bajo eléctrico por Peter Gordeno, guitarra y voz por Martin Gore y percusión por Christian Eigner.
- Datos: Q5923074